# Хряслово
Хряслово — деревня в Подольском районе Московской области России. Входит в состав сельского поселения Лаговское (до середины 2000-х — Сынковский сельский округ).

## Население
Согласно Всероссийской переписи, в 2002 году в деревне проживало 2 женщины. По данным на 2005 год в деревне проживало 3 человека.

## Расположение
Деревня Хряслово расположена примерно в 11 км к юго-востоку от центра города Подольска. Ближайшие населённые пункты — село Сынково и деревня Пузиково. Рядом с деревней протекает река Рогожка.